# Посідоній
Посідоній (дав.-гр. Ποσειδώνιος) (бл. 135 до н. е., Апамея, держава Селевкідів — 51 до н. е., острів Родос) — давньогрецький філософ, впливовий мислитель середньої Стої, керівник заснованої Панецієм у Родосі школи, де його слухали Цицерон та Гней Помпей; вважається, що він був універсальним для свого часу вченим.
Посідоній вважається яскравим представником римського стоїцизму. Він продовжив розпочатий Панецієм процес елінізації стоїцизму, тільки доповнював його ідеями Платона. Поступово лінія стоїцизму Посідонія трансформувалася у неоплатонізм (самостійну філософську течію).
З погляду Посідонія світ становить собою вогненну «пневму», яка є не що інше, як видозміна єдиного бога, вона поділяється на світ ідей та світ чисел. З пневми виникають «сім'яні логоси» — зародки всіх речей. Душа людини також є «вогненним диханням». Після смерті людини вона підіймається у надмісячний світ (своєрідне чистилище), а потім рухається ще далі, у найвищі сфери, де благоденствує. Чергова світова пожежа знову розподіляє світ на сфери, а душа набуває нового тіла.
Поєднання богів зі світом людей відбувається опосередковано. Опосередковуюча ланка описується у демонології Посідонія, в якій йдеться про демонів як істот, здатних спілкуватися безпосередньо і з богами, і з людьми. Люди колись були близькі з богами, тоді вони не чинили злочинів, не знали нестатків. Але сталося так, що люди почали уподібнювати себе богам, вони створили ремесла, науки, завдяки яким змінювали створені богом речі на створені людьми. Людство пішло шляхом прогресу — створювало все нові та нові людські предмети, залишаючи все менше місця божественному світові. Цей рух вперед призвів до падіння моралі. Тому мета філософії — повернути людину до демонічного стану, тобто повернути й до бога. Це можливо тільки через виховання у дусі поваги до законів, держави, релігії.
Твори Посідонія зберігаються в «Poseidonius», v. l, Cambridge, 1972.